# Marc Frising
Marc Frising (Luxemburg-Stad, 1960) is een Luxemburgs graficus, kunstschilder en beeldhouwer.

## Leven en werk
Marc Frising behaalde zijn master of arts aan de Universiteit van Straatsburg en studeerde sculptuur en grafiek aan de Straatsburge kunstacademie. Tijdens een studieverblijf woonde en werkte hij in 1986 in het Cité Internationale des Arts in Parijs. Hij treedt sinds 1987 geregeld op als gastdocent.
Frising maakt prenten, schilderijen en sculpturen. Hij vervaardigde al vroeg in zijn carrière grafische prints, waarvan hij de composities deels met zuren vernietigde of in een andere context plaatste door ze in elementen te verdelen. Daardoor ontstaan bijna fotografische en abstracte vormen, die hij weer probeert te verenigen, zodat de figuratie gemakkelijk herkenbaar wordt.
Hij sloot zich in 1983 aan bij de kunstenaarsvereniging Cercle Artistique de Luxembourg (CAL) en was van 1996 tot 2002 lid van de Oostenrijkse groep Fels-am-Wagra. Hij ontving diverse prijzen voor zijn werk, waaronder in 1987 de Prix Grand-Duc Adolphe.

## Enkele werken
- 1985, 1991 Ikarus et arbre magique, Sandweiler.
- 1997 Gardien de 'l'équinox, bronzen sculptuur in Verlorenkost.

## Prijzen en onderscheidingen
- 1983 Prijs van de stad Straatsburg
- 1983 Prix d'encouragement aux Jeunes Artistes
- 1986, 1989 Grand Prix op de biennale de la jeune gravure in Luxemburg
- 1987 Prix Grand-Duc Adolphe
- 1990 Grand Prix op de internationale portretbiënnale (Interbifep) in Tuzla
- 1991 Eerste prijs op de internationale grafiektriënnale in Sopot
- 1995 Juryprijs op de internationale grafiektriënnale in Frederikstadt
- 2000 Ereprijs op de internationale grafiektriënnale in Bitola
- 2011 Eerste prijs op de grafiekbiënnale in Guanlan
- 2011 Grand Prix op het Mezzotinto Festival in Jekaterinenburg
- 2012 Gouden OSTEN-award op de OSTEN-biënnale in Skopje[6]
- 2013 Gouden OSTEN-award op de OSTEN-biënnale in Gevgelija[6]